# Aryee Claudia Dedei
Aryee Claudia Dedei, ismertebb nevén Tücsi (Szombathely, 1986. március 20. —) ghánai származású magyar televíziós műsorvezető, Youtuber, influenszer, valamint a Nara's Kids tulajdonosa.

## Életpályája
Aryee Claudia Dedei, ismertebb nevén Tücsi, televíziós műsorvezetőként vált ismertté. Karrierjét a SportKlub Extra című műsorban kezdte, ahol friss sporthíreket és háttérinformációkat osztott meg a nézőkkel. Később rádiós műsorvezetőként is dolgozott, például a Sláger FM csatornán.
Televíziós és rádiós szereplései mellett modellként és influenszerként is sikeres lett. Instagram-oldalán jelentős követőtáborral rendelkezik, ahol életmódjával, sporttal és családjával kapcsolatos tartalmakat oszt meg.
A médiában szerzett tapasztalatát felhasználva saját márkát is alapított: a Nara's Kids néven futó márka az anyasággal és gyermekneveléssel kapcsolatos termékeket kínál.
Magánéletében Sofron István jégkorongozó párja, akivel közös gyermekük is született. A családja és karrierje közötti egyensúlyt aktívan dokumentálja közösségi oldalain.